# Eoflabellina
Eoflabellina es un género de foraminífero bentónico de estatus incierto, aunque considerado un sinónimo posterior de Lenticulina de la subfamilia Lenticulininae, de la familia Vaginulinidae, de la superfamilia Nodosarioidea, del suborden Lagenina y del orden Lagenida. Su especie tipo era Peneroplis d'orbignyi. Su rango cronoestratigráfico abarcaba el Liásico superior (Jurásico inferior).

## Clasificación
Eoflabellina incluye a las siguientes especies:
- Eoflabellina dorbignyi †
- Eoflabellina praeovalis †
- Eoflabellina terquemi †